# Вечен двигател
Вечен двигател (като синоним често се използва латинският израз Perpetuum mobile – „вечно движение“) е устройство, при което изходящата енергия е равна или по-голяма от входящата.
Според съвременните закони на термодинамиката такова устройство е невъзможно, защото противоречи на закона за запазване на енергията. С други думи, това е устройство, при което коефициентът на полезно действие (кпд) е равен на 100% или е по-голям. От това следва, че в такова устройство не би трябвало да има загуби от триене, топлообмен, разсейване на електромагнитна енергия или взаимодействие с гравитацията и други вещества. 

## История

### Планове на вечни двигатели
- Магическо колело
- Капилярна купа
- Плаващ ремък

## Класификация

### Вечен двигател от първи род
Такъв двигател върши работа без загуба на гориво или други енергийни ресурси.
Друг вариант на този вечен двигател използва някакъв енергиен източник, но произвежда повече енергия от тази, която консумира (т.е. кпд > 100%).

### Вечен двигател от втори род
Това е двигател, който превръща цялата топлина извличана от обкръжаващите тела в работа (т.е. кпд = 100%).